# 이로하자카
이로하자카(いろは坂) 도치기현 닛코시에 있는 도로이다. 국도 제120호선 일부이다.

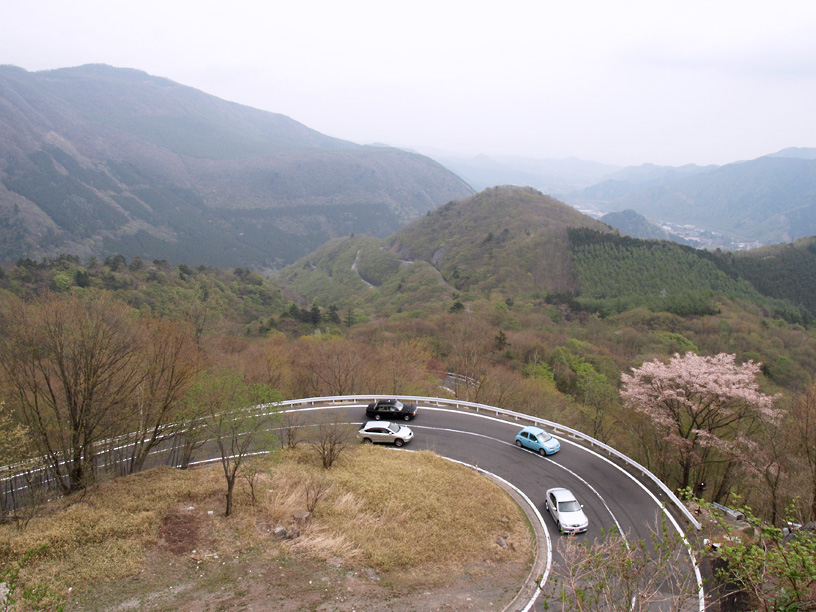
이로하자카

오르막, 내리막 커브가 모두 48개라고 해서 이로하 노래에 유래된 이로하자카라는 이름이 붙였다.
이로하자카는 총 2개의 일방도로가 있는데, 제1이로하자카가 내리막, 제2이로하자카가 오르막을 형성한다. 내리막은 헤어핀이 타이트해서 운전하기 어렵지만, 오르막 차선은 내리막 차선보다 넓어서 내리막보다 수월한 편이다. 오르막에는 전망대가 있는데, 그 전망대에서 내리막을 볼 수 있다.
이니셜 D에 나오는 주인공 후지와라 타쿠미도 처음에 이로하자카가 2개 있다고 해서 의아해 할 정도.
만화 《이니셜 D》에 등장한 적이 있는데, 스도 쿄이치가 리더인 엠페러의 홈코스이기도 하다.
《이니셜 D 3rd stage》에서 코가시와 카이가 보여준 이로하자카 점프가 제1이로하자카 33번 코너에서 나온 것이다.
근데, 이로하자카 점프를 실제로 따라하다가 사망자가 급격히 늘어나 일본 정부에서는 거액을 들여 가드레일 전체를 고쳐놨기 때문에 지금은 점프 자체를 못하게 막혀있다.